# Eduard Gehrmann
Eduard Gehrmann SVD (* 20. September 1888 in Schalmey bei Braunsberg in Ostpreußen (heute Szalmia, Polen); † 5. Dezember 1960 in Siegburg) war ein deutscher Ordenspriester.

## Leben
Eduard Gehrmann wurde als ältestes von 16 Kindern des Schmiedemeisters und Bauern Eduard Gehrmann geboren. Der Pfarrer von Schalmey, Georg Matern (Geistlicher), erkannte die Begabung des Jungen und ermöglichte es Eduard Gehrmann, das Missionsgymnasium Heiligkreuz der Steyler Missionare in Neisse (Schlesien) zu besuchen. 1912 trat er der Ordensgemeinschaft der Steyler Missionare bei und empfing 1915 die Priesterweihe.
Gehrmann war als Missionar auf der Krim tätig und leitete die aus zwei Priestern und einem Laienbruder bestehende Steyler Gruppe. 1923 löste er den US-amerikanischen Jesuiten Edmund A. Walsh ab und wurde Leiter des Päpstlichen Hilfswerkes zur Linderung der Hungersnot in Russland in Moskau. Sein Bemühen, einen Apostolischen Delegaten in Moskau einzusetzen, wurde von der Regierung Sowjet-Russlands blockiert. Trotz laufender Geheimverhandlungen von Eugenio Pacelli wurde er Ende August 1924 aufgefordert, das Land zu verlassen.
Auf Initiative von Papst Pius XI. wurde Gehrmann von 1925 bis 1929 Privatsekretär der Apostolischen Nuntien Eugenio Pacelli (später Papst Pius XII.) und von 1930 bis 1945 von Cesare Orsenigo, jeweils in Berlin. Somit war er weiterhin in die Verhandlungen des Heiligen Stuhls mit der Sowjetunion eingebunden.
Ab Februar 1945 war er geschäftsführender Apostolischer Nuntius und Geschäftsträger der Apostolischen Nuntiatur in Berlin. 1949 wurde Aloysius Muench offiziell zum Nachfolger von Cesare Orsenigo berufen.
Eduard Gehrmann war seit 1926 Mitglied der katholischen Studentenverbindung KDStV Borusso-Saxonia Berlin im CV.

## Schriften
- Personal Recollections of Pope Pius XII. In: Verbum SVD, ISSN 0042-3696, Jg. 4 (1962), S. 117–120.
- Ein Augenzeugenbericht über die letzten Tage der Apostolischen Nuntiatur in Berlin im April 1945. In: In Verbo Tuo. Festschrift zum 50jährigen Bestehen des Missionspriesterseminars St. Augustin bei Siegburg/Rheinland 1913–1963 (= Veröffentlichungen des Missionspriesterseminars St. Augustin, Bd. 12). Herausgegeben von den Lektoren in St. Augustin. Steyler Verlag, Steyl und Kaldenkirchen 1963, S. 113–116.